# ¡Alfaro Vive, Carajo! (EP)
¡Alfaro Vive, Carajo! è il secondo EP del gruppo statunitense degli At the Drive-In, pubblicato nel 1995 dalla Western Breed Records. Il pezzo Plastic Memories (presente come bonus track nella versione CD dell'EP) è una prima versione di Picket Fence Cartel, pezzo presente nella tracklist dell'EP El Gran Orgo (1997).

## Tracce
1. Bradley Smith – 2:43
2. Instigate the Role – 2:59
3. Ludvico Drive-In – 2:30
4. Circuit Scene – 3:27
5. Plastic Memories (bonus track versione CD) – 4:14

## Formazione
- Cedric Bixler Zavala - voce
- Jim Ward - chitarra, voce
- Jarrett Wrenn - chitarra
- Kenny Hopper - basso
- Davey Simmons - batteria